# Andrzej Sikorski (poeta)

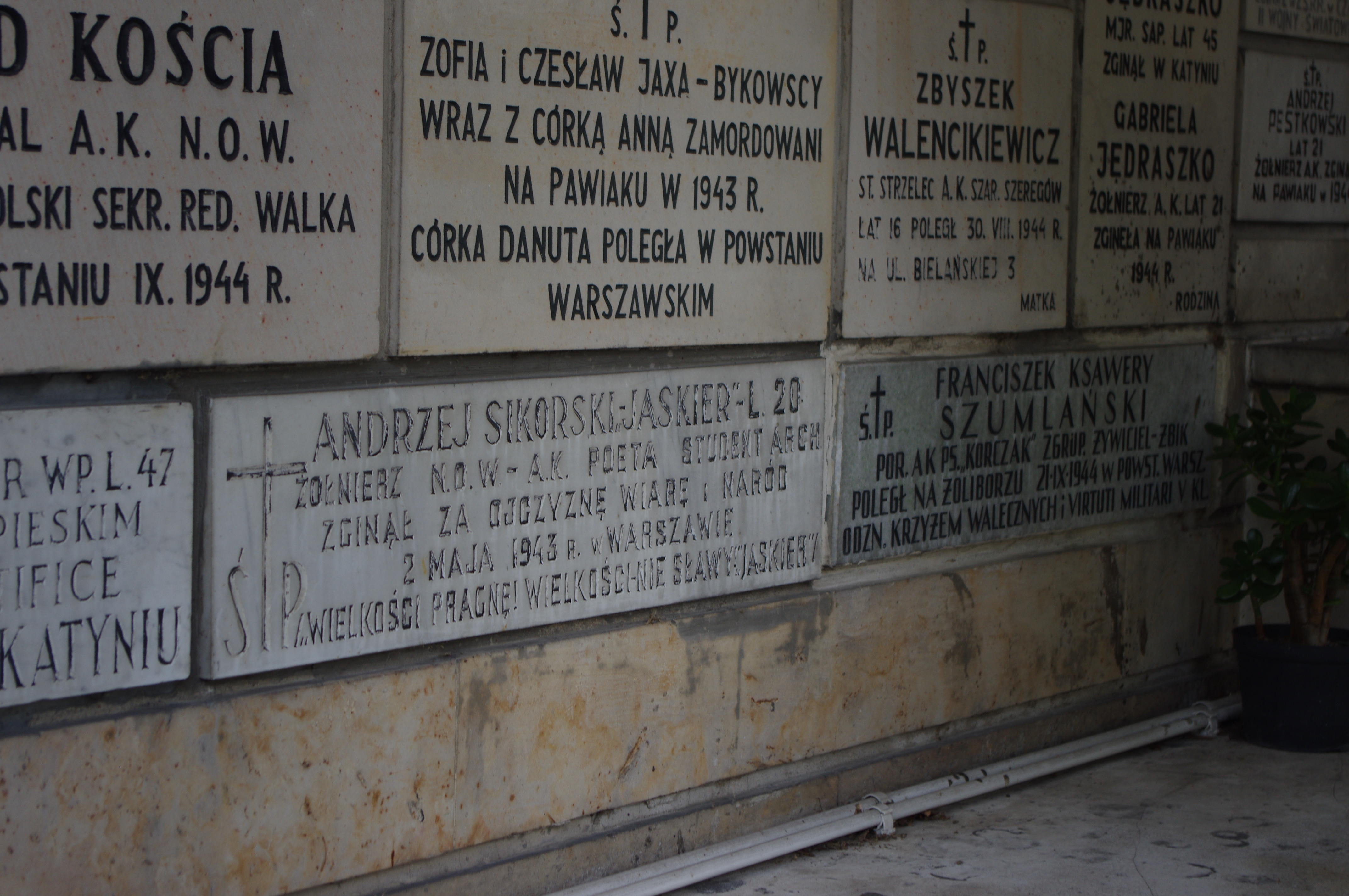
Tablica upamiętniająca Andrzeja Sikorskiego na Kościele św. Stanisława Kostki w Warszawie

Andrzej Sikorski ps. „Jaskier” (ur. 30 lipca 1922, zm. 2 maja 1943) – polski poeta, orator, redaktor prasy podziemnej, żołnierz NOW–AK, działacz Związku Akademickiego Młodzież Wszechpolska.

## Życiorys
Absolwent Gimnazjum im. Ks. Józefa Poniatowskiego w Warszawie. Członek 14 Warszawskiej – Wodnej Drużyny Harcerskiej. Maturę zdał w 1941 roku, a następnie był studentem tajnego Wydziału Architektury PW.
Był członkiem Okręgu Stołecznego Stronnictwa Narodowego, redaktor „Młodej Polski”. Jeden z inicjatorów i głównych wykonawców Wieczorów Artystyczno-Literackich. Autor wierszy „I nie Zginęła”, „Młodzi idą” i „Zew”.
Zginął podczas próby ucieczki ze zdekonspirowanego lokalu przy ul. Chłopickiego w Warszawie, w dniu 2 maja 1943 roku. Spoczywa na cmentarzu Powązkowskim w Warszawie (kwatera 228-2-4).
Tablica upamiętniająca Andrzeja Sikorskiego znajduje się na ścianie zewnętrznej Kościoła św. Stanisława Kostki w Warszawie.